# Marcus Roth
Marcus Roth (* 1968 in Marburg) ist ein deutscher Psychologe und Hochschullehrer für Differentielle Psychologie an der Universität Duisburg-Essen.

## Leben
Marcus Roth studierte Psychologie an der Universität Bonn mit Diplom 1994, promovierte 1998 an der Universität Koblenz-Landau und habilitierte sich 2004 an der Universität Leipzig, wo er Psychologische Diagnostik und Persönlichkeitspsychologie lehrte. Er ist seit 2010 Universitätsprofessor für Differentielle Psychologie an der Universität Duisburg-Essen. Seine Forschungsschwerpunkte umfassen die Delinquenzentwicklung im Jugendalter, Typologien der Persönlichkeit, Analyse des Antwortverhaltens in Fragebögen, das Persönlichkeitsmerkmal Sensation Seeking, sowie den professionellen Einsatz von Empathie in sozialen Berufen.

## Veröffentlichungen
- mit Philipp Hammelstein: The Need Inventory of Sensation Seeking (NISS). In: European Journal of Psychological Assessment. 28, 2012, S. 11–18.
- mit Philipp Hammelstein, Elmar Brähler: Towards a multi-methodological approach in the assessment of sensation seeking. In: Personality and Individual Differences. 46, 2009, S. 247–249.
- mit Philipp Yorck Herzberg: Stand der psychologischen Diagnostik in der Praxis: State of the Art? In: Klinische Diagnostik und Evaluation. 1, 2008, S. 5–18.
- Zäh, flink und hart? Vom Mythos der gesunden Jugend. In: Marcus Roth, Jochen J. Schmidt (Hrsg.): Gesundheit. Humanwissenschaftliche, historische und theologische Aspekte. Evangelische Verlagsanstalt, Leipzig 2008, S. 154–169.
- mit Philipp Yorck Herzberg (Hrsg.): Stand und Perspektiven der Psychologischen Diagnostik. Themenheft der Zeitschrift Klinische Diagnostik und Evaluation. Vandenhoeck & Ruprecht, Göttingen 2008.
- mit Gernot von Collani: A head-to-head comparison of Big-Five types and traits in the prediction of social attitudes: Further evidence for a five-cluster typology. In: Journal of Individual Differences. 28, 2007, S. 138–149.
- mit Harald Petermann: Suchtprävention im Jugendalter. Juventa, Weinheim 2006.
- mit Philipp Hammelstein (Hrsg.): Sensation Seeking: Konzeption, Diagnostik und Anwendung. Hogrefe, Göttingen 2003.
- mit Harald Petermann (Hrsg.): Sucht und Suchtprävention. Logos, Berlin 2002.
- Das Körperbild im Jugendalter. Diagnostische, klinische und entwicklungspsychologische Perspektiven. Verlag Mainz, Aachen 1998.